# Le Tournoi dans la cité
Pour plus de détails, voir Fiche technique et Distribution.
Le Tournoi dans la cité est un film muet français réalisé par Jean Renoir en 1928. Il fut tourné à Carcassonne dans le cadre des fêtes du bi-millénaire de la cité médiévale en juillet 1928.

## Résumé
Au temps du jeune roi Charles IX et de sa mère Catherine de Médicis, la belle Isabelle Ginori se fiance à un gentilhomme catholique, Henri de Rogier. Par malheur, François de Baynes, seigneur protestant, aussi courageux que volage, rencontre Isabelle et déclare en termes vifs qu'elle lui appartiendra. Le comte Ginori, parent de la jeune fille, relève le propos. François le tue en duel. Par souci politique, la reine est prête à unir Isabelle et François. Une maîtresse de ce dernier, Lucrèce Pazzi, intervient. Catherine décide alors que le vainqueur du tournoi sera l'époux d'Isabelle. François surpasse son rival mais le cadavre de Ginori est découvert, le coupable démasqué. Chargé par le guet, François succombe. Isabelle et Henri peuvent enfin se fiancer.

## Fiche technique
- Réalisation : Jean Renoir
- Assistant réalisateur : André Cerf
- Scénario : Henry Dupuy-Mazuel et André Jaeger-Schmidt
- Adaptation : Jean Renoir
- Conseiller technique pour la cavalerie : Le colonel Wemaere
- Images : Marcel Lucien, Maurice Desfassiaux (en)
- Opérateurs : Joseph-Louis Mundwiller, Marcel Lucien, Willy Faktorovitch
- Costumes : George Barbier
- Décors : Robert Mallet-Stevens
- Montage : André Cerf
- Régisseur : Pierre Belmonde
- Administrateurs : Mr de Maroussem et François Harispuru
- Production : Les Films Historiques (Henry Dupuy-Mazuel)
- Distribution : Jean de Merly et Fernand Weil
- Tournage en été et automne 1928, dans les studios de Saint-Maurice et pour les extérieurs la cité de Carcassonne
- Longueur : 2 400 mètres
- Genre : Drame et historique
- Première présentation fin décembre 1928 à l'Agora de Bruxelles et le 9 février 1929 au cinéma Marivaux à Paris

## Distribution
- Jackie Monnier : Isabelle Ginori
- Aldo Nadi : François de Baynes
- Enrique Riveros : Henri de Rogier
- Blanche Bernis : Catherine de Médicis
- Manuel Raabi : Le comte Ginori
- Suzanne Desprès : La comtesse de Baynes
- Viviane Clarens : Lucrèce Pazzi, la Florentine
- Gérard Mock : Charles IX
- Le nain Marval : Antonio, le bouffon
- Henri Janvier : L'officier des gardes du roi
- William Aguet : Le grand écuyer
- Max Dalban : Le capitaine du guet
- Pierrette Debrèges
- Paul Jorge
- Albert Rancy et le cadre noir de Saumur

## Autour du film
Le scénario d'Henri Dupuy-Mazuel s'attira la réprobation des historiens locaux puisque, selon eux, il n'y eut point de tournoi lors de la visite du roi Charles IX de France et de Catherine de Médicis à Carcassonne en 1565. Néanmoins, ce tournoi qui était la véritable raison d'être de ce film, fut tout de même tourné le 29 juillet 1928 dans un champ aux abords de la cité médiévale, en présence du Président de la République Gaston Doumergue. Le cadre noir de Saumur conduit par le Colonel Wemaere fit grand honneur à la cavalerie française en y participant.
Une des scènes les plus marquantes, restera le duel entre le Comte Ginori et François de Baynes alias Aldo Nadi. Ce dernier épéiste international gratifia l'assistance de son: "Je vais casser l'écran" mais ce fut à trois reprises son épée qui se brisa au cours de l'assaut.
D'un point de vue technique, il convenait de réaliser un document photographique digne de rivaliser avec les meilleures photographies mondiales. La Société des films historiques n'hésita pas, malgré le coût de la pellicule, à utiliser tant pour les intérieurs que pour les extérieurs, de la pellicule panchromatique et de faire réaliser spécialement à cet effet un matériel de studio. l'opérateur fut M. Mundvillers assisté de MM. Lucien, Villy, Cerf… Le service photographique fut confié à Edouard Bressy. Les costumes, à la maison Sauvaget. Les perruques, à la maison Pascaud.